# Rauhenebrach

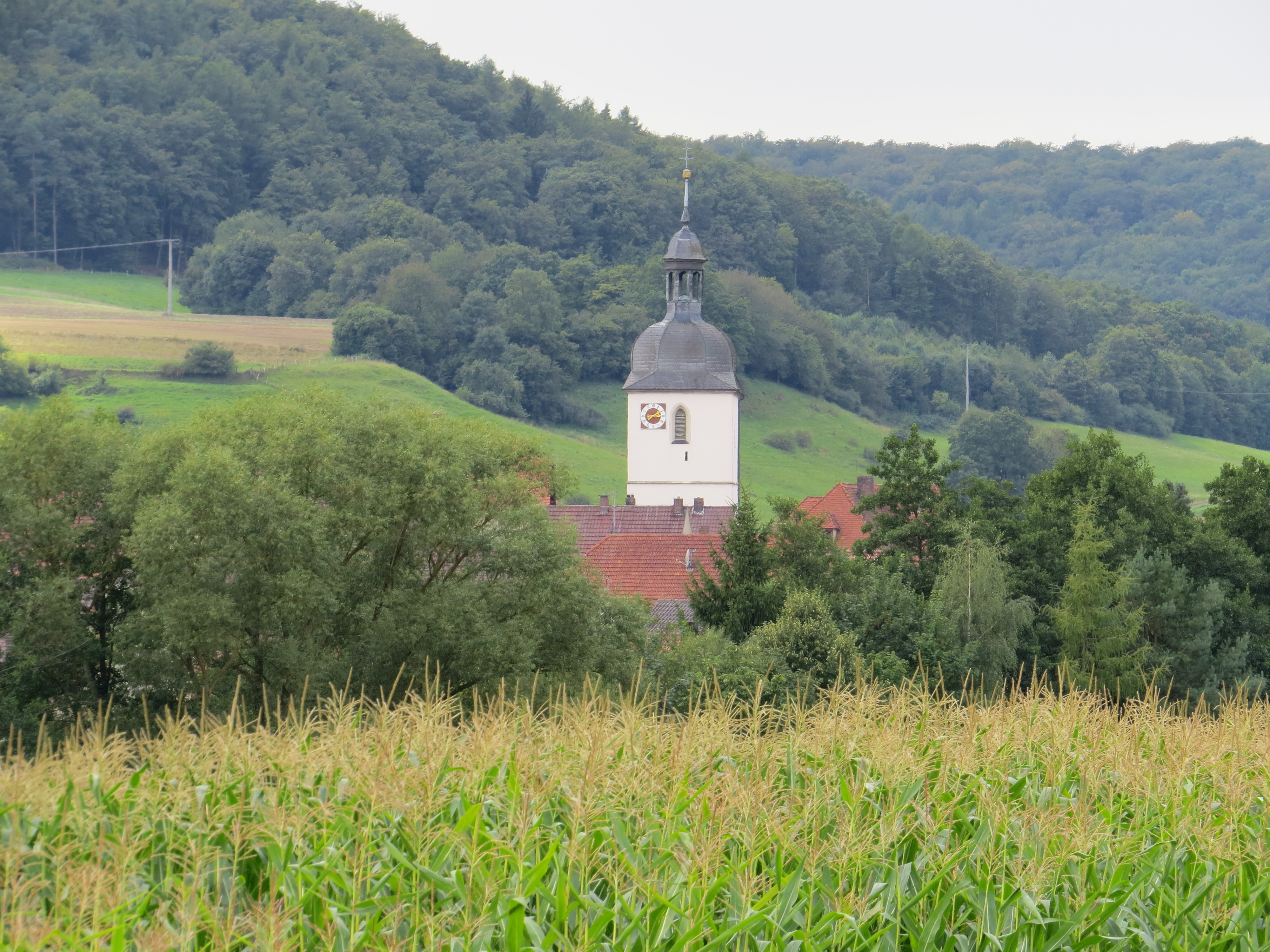
Wustviel von Osten

Rauhenebrach ist eine Gemeinde im unterfränkischen Landkreis Haßberge. Der Hauptort Untersteinbach ist Sitz der Gemeindeverwaltung.

## Geografie

### Geografische Lage
Die Gemeinde liegt in der Region Main-Rhön im Steigerwald an der Rauhen Ebrach. In einem Waldgebiet befindet sich der Wotansborn.

### Gemeindegliederung
Es gibt 16 Gemeindeteile (in Klammern sind der Siedlungstyp und die Einwohnerzahl, 3. Januar 2024, angegeben):
- Fabrikschleichach (Kirchdorf, 126)
- Falsbrunn (Kirchdorf, 86)
- Fürnbach (Kirchdorf, 209)
- Geusfeld (Kirchdorf, 417)
- Karbach (Kirchdorf, 110)
- Klebheimerhof (Einöde)
- Koppenwind (Kirchdorf, 287)
- Markertsgrün (Einöde, 2)
- Obersteinbach (Kirchdorf, 98)
- Prölsdorf (ehem. Markt, 314)
- Schindelsee (Dorf, 70)
- Spielhof (Dorf, 63)
- Theinheim (Pfarrdorf, 194)
- Untersteinbach (Pfarrdorf, 657)
- Waldschwind (Einöde)
- Wustviel (Kirchdorf, 203)

Es gibt auf dem Gemeindegebiet die Gemarkungen Fabrikschleichach (früher Glashütte), Falsbrunn, Fürnbach, Geusfeld, Karbach, Koppenwind, Obersteinbach, Prölsdorf, Schindelsee, Theinheim, Untersteinbach, Wustviel, Fabrikschleichacher Forst-NO und Fabrikschleichacher Forst-SW.

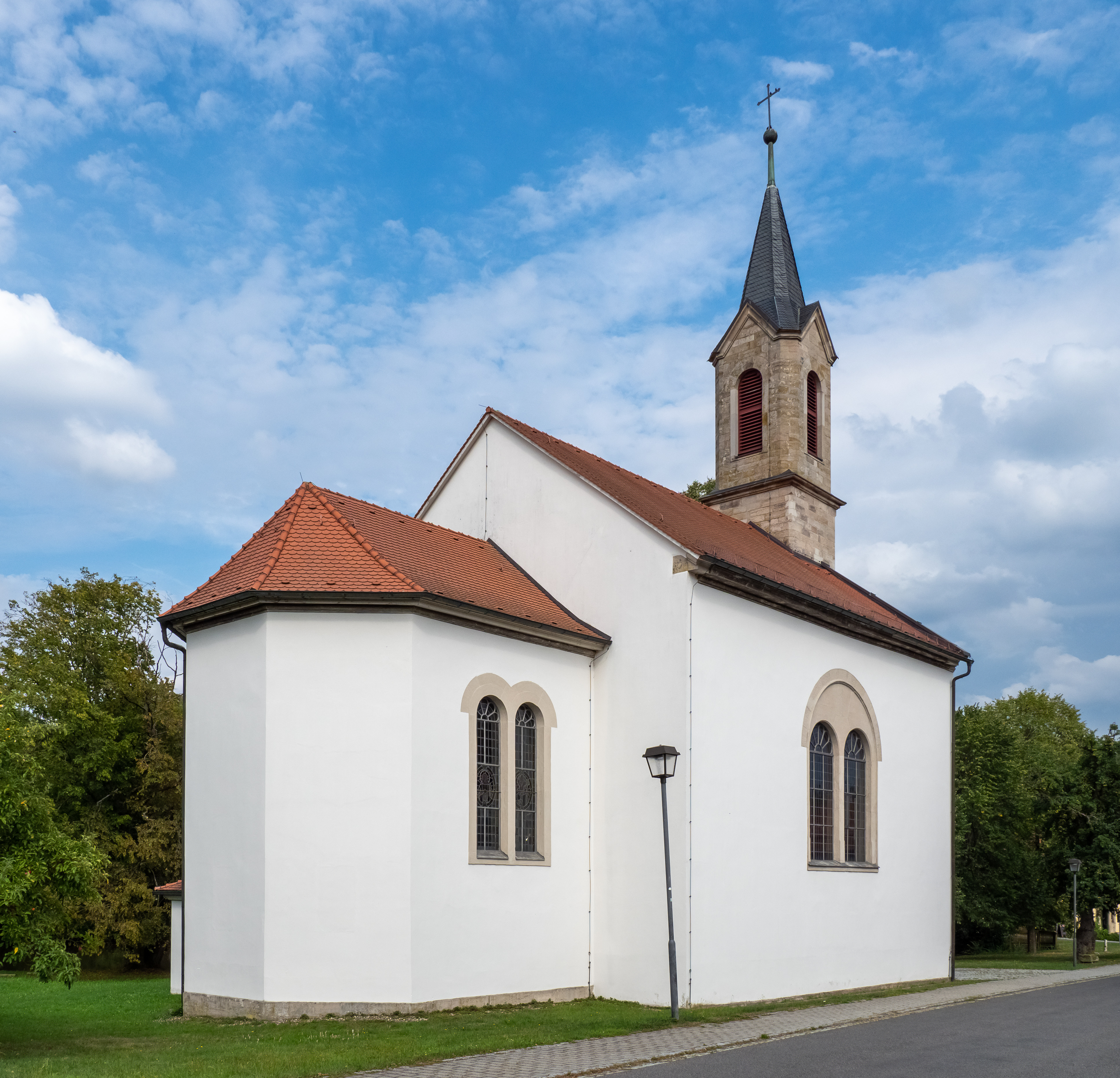
Katholische Kirche St Kilian, Kolonat und Totnan in Fabrikschleichach

### Nachbargemeinden
Nachbargemeinden sind (von Norden beginnend im Uhrzeigersinn): Oberaurach, Schönbrunn im Steigerwald, Burgwindheim, Ebrach, Michelau im Steigerwald und Knetzgau.

## Geschichte

### Bis zur Gründung der Vorläufergemeinden
Im Gemeindegebiet teilten sich das Hochstift Würzburg (Amt Prölsdorf) und das Kloster Ebrach die Herrschaft. Im heutigen Ortsteil Fabrikschleichach befand sich eine zunächst Würzburger Glashütte, die unter anderem von Balthasar Neumann eingerichtet wurde. Da die Gebiete des Klosters im Reichsdeputationshauptschluss nicht zu Würzburg kamen, fielen dessen Besitzungen erst 1810 bei Grenzbereinigungen an das Großherzogtum (die des Hochstifts Würzburgs bereits 1805). Im Zuge der Verwaltungsreformen in Bayern entstanden mit dem Gemeindeedikt von 1818 mehrere unabhängige Gemeinden.

### Namensherkunft
Der Gemeindename leitet sich von dem Flüsschen Rauhe Ebrach ab, an deren Oberlauf die meisten Orte liegen.

### Eingemeindungen
Das heutige Rauhenebrach wurde im Zuge der Gemeinde- und Landkreisreform am 1. Juli 1972 durch den freiwilligen Zusammenschluss der Gemeinden Falsbrunn, Fürnbach, Geusfeld, Karbach, Koppenwind, Obersteinbach, Theinheim, Untersteinbach und Wustviel gebildet. Am 1. Mai 1978 kam der Markt Prölsdorf hinzu.

### Einwohnerentwicklung
Im Zeitraum 1988 bis 2018 sank die Einwohnerzahl von 3123 auf 2932 um 191 Einwohner bzw. um 6,1 %. 1996 hatte die Gemeinde 3264 Einwohner.
| Jahr      | 1961 | 1970 | 1987 | 1991 | 1995 | 2000 | 2005 | 2010 | 2015 | 2020 |
| --------- | ---- | ---- | ---- | ---- | ---- | ---- | ---- | ---- | ---- | ---- |
| Einwohner | 2926 | 3009 | 3078 | 3164 | 3231 | 3214 | 3200 | 2979 | 2947 | 2857 |

## Religionen
Die meisten Einwohner sind römisch-katholisch und gehören zur Kirchengemeinde Rauhenebrach. Die meisten Ortschaften verfügen über eine eigene Kirche.

## Politik

### Bürgermeister
Hauptamtlicher Bürgermeister ist seit dem 1. Mai 2014 Matthias Bäuerlein (Freie Wählerschaft Rauhenebrach); er wurde am 15. März 2020 mit 72,2 % der Stimmen für weitere sechs Jahre gewählt. Vorgänger war Oskar Ebert (ebenfalls Freie Wählerschaft Rauhenebrach), der das Amt 24 Jahre innehatte und 2014 nicht mehr zur Wahl antrat.
Vor Ebert, dessen erste Amtszeit am 1. Mai 1990 begonnen hatte, war Josef Hirt (Christlich Soziale Union) 18 Jahre erster Bürgermeister. Vom 1. Juli 1972 bis zum 30. April 1978 war er dies ehrenamtlich, ab 1. Mai 1978 bis 30. April 1990 hauptamtlich.

### Gemeinderat
| Partei/Liste                     | 2020 | 2014 | 2008 | 2002 |
| -------------------------------- | ---- | ---- | ---- | ---- |
| CSU                              | 4    | 6    | 6    | 6    |
| FW Rauhenebrach                  | 5    | 5    | 6    | 5    |
| WG Koppenwind                    | 2    | 2    | 1    | 1    |
| Wustvieler Liste                 | 1    | 1    | 1    | 1    |
| WG Fürnbach-Schindelsee-Spielhof | 1    | 2    | 2    | 2    |
| Prölsdorfer Liste                | 1    | –    | –    | –    |
| SPD                              | –    | –    | –    | 1    |
| Gesamt                           | 14   | 16   | 16   | 16   |

## Sehenswürdigkeiten

### Kilianseiche bei Falsbrunn

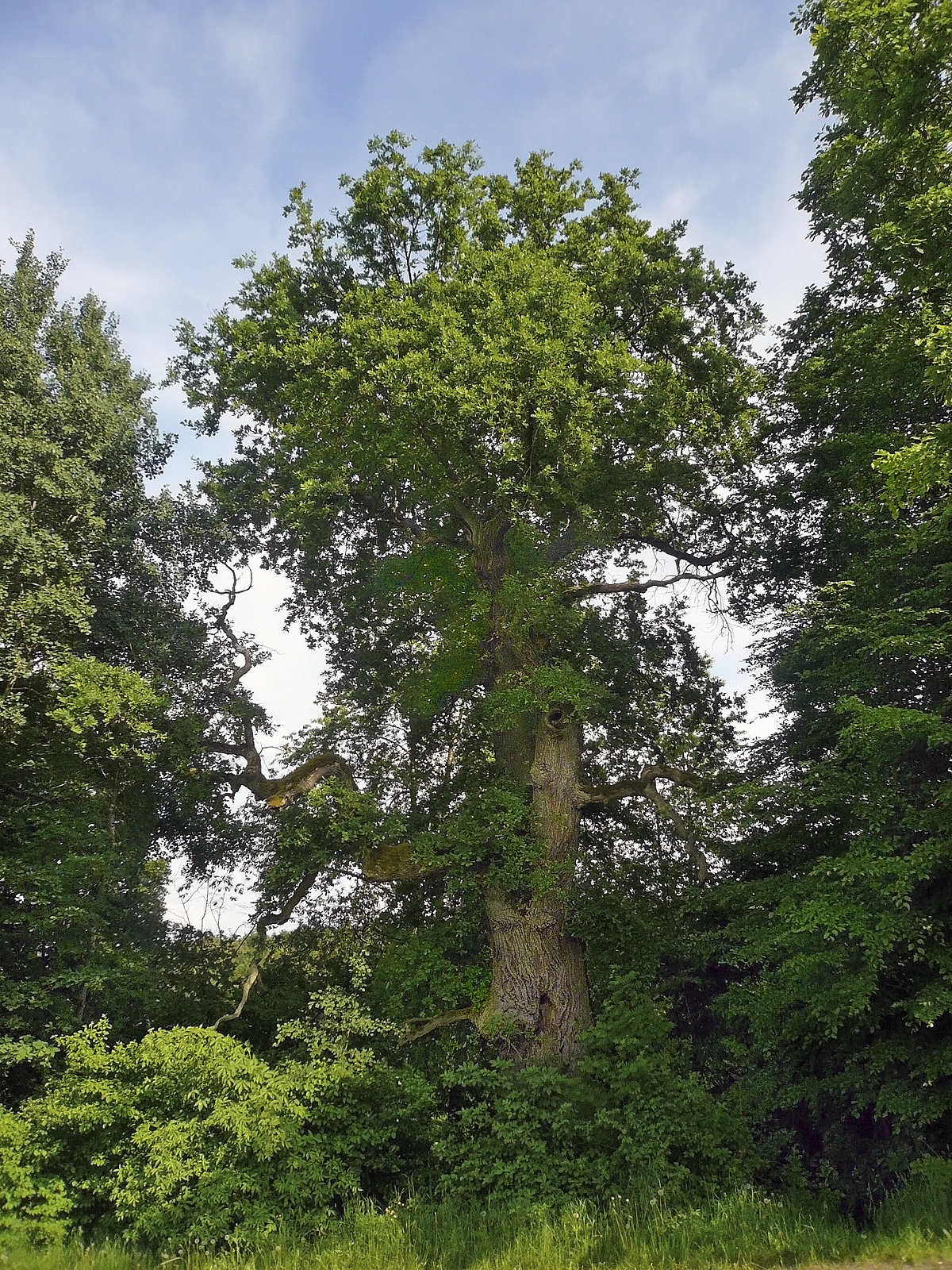
Kilianseiche

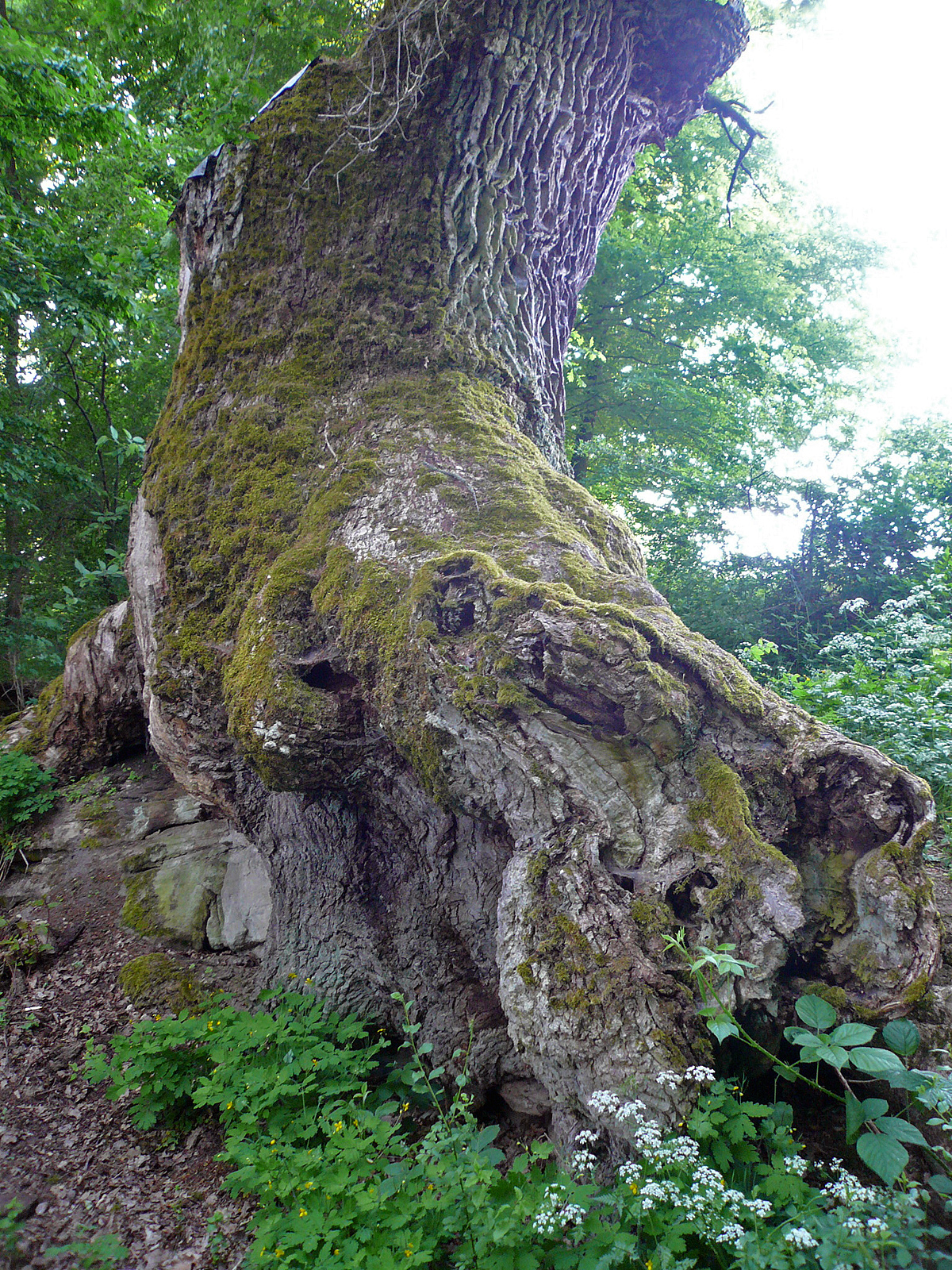
Stamm

Die Kilianseiche hat einem BHU (Brusthöhenumfang) von 7,20 m. ⊙
Die seit 1935 als Naturdenkmal ausgewiesene und in die Liste markanter und alter Baumexemplare in Deutschland eingetragene Stieleiche steht oberhalb der Ortschaft in einem schmalen Waldstreifen. Der Bereich um die Eiche soll der Überlieferung nach als Predigtplatz des Frankenapostels Kilian gedient haben. Der Baum wächst auf einem etwa einen Meter hohen Steilabfall, wobei sich der Stamm der Felskante angepasst hat. Vom Querschnitt her ist der Stamm in die eine Richtung enorm breit, in die andere schmal ausgebildet und stark zur Hangoberseite geneigt. Die Wurzeln umschlingen den Felsen, um Halt zu finden und reichen seitlich bis zum Tal hinab, ein ungewöhnlicher Anblick. Ein großer Astausbruch ist durch ein Blechdeckel verschlossen. Die Krone hat mehrere nahezu abgestorbene Äste und ist in keinem besonders gutem Zustand.

### Kleinengelein und Weilersbachtal
Nördlich des Ortsteils Obersteinbach liegt mit dem Naturwald Kleinengelein einer der ältesten Buchenwälder Deutschlands. Das Naturschutzgebiet Weilersbachtal erlangt aufgrund seines ökologischen Wertigkeit überregionale Bekanntschaft.

## Wirtschaft und Infrastruktur
Die Gemeindesteuereinnahmen betrugen im Jahr 2020 umgerechnet 2,16 Mio. Euro, davon waren 0,52 Mio. Euro (netto) Gewerbesteuereinnahmen. Mit einem Gewerbesteuerhebesatz von 300 % zählt die Gemeinde zu den steuerlich attraktiven Standorten Deutschlands. Rauhenebrach ist etwa steuerlich deutlich günstiger als die Landeshauptstadt München (Gewerbesteuerhebesatz 490 %). Im Landkreis Haßberge hat zudem keine andere Gemeinde einen niedrigeren Gewerbesteuerhebesatz als Rauhenebrach.

### Wirtschaft einschließlich Land- und Forstwirtschaft
Im Jahr 2020 gab es nach der amtlichen Statistik im produzierenden Gewerbe 138 und im Bereich Handel und Verkehr 68 sozialversicherungspflichtig Beschäftigten am Arbeitsort. In sonstigen Wirtschaftsbereichen waren am Arbeitsort 66 Personen sozialversicherungspflichtig beschäftigt. Sozialversicherungspflichtig Beschäftigte am Wohnort gab es insgesamt 1256. Im verarbeitenden Gewerbe gab es einen Betrieb, im Bauhauptgewerbe zwei Betriebe. Zudem bestanden im Jahr 2016 44 landwirtschaftliche Betriebe mit einer landwirtschaftlich genutzten Fläche von 2453 Hektar, davon waren 1834 Hektar Ackerfläche und 617 Hektar Dauergrünfläche. Bis zum Ende des 20. Jahrhunderts spielte im Gemeindegebiet das Köhlerhandwerk eine bedeutende Rolle.

### Bildung
Es gibt folgende Einrichtungen (Stand 2021):
- drei Kindergärten mit 129 Kindergartenplätzen und 122 betreute Kinder
- eine Volksschule (Grund- und Hauptschule) mit fünf Lehrern und 90 Schülern

## Sport
In den meisten Ortschaften gibt es Sportvereine. Die einzelnen Vereine sind:
- der 1. SC Koppenwind mit 148 Mitgliedern und den Abteilungen Fußball, Tischtennis, Volleyball und Gymnastik[14]
- der SC Geusfeld
- SC Prölsdorf
- TC 1986 Rauhenebrach (Tennis)
- SpVgg Untersteinbach
- Schützenvereine Untersteinbach und Prölsdorf
- DJK Fürnbach
- Bodybuildingclub Rauhenebrach
- Fischereiverein Rauhenebrach e. V.

## Persönlichkeiten
- Georg Horn (* 1841 in Fabrikschleichach; † 1919 in Lindenau, heute Radebeul), Gewerkschafter und Politiker, Mitglied des Reichstags
- Oskar Ebert (* 1949), Bürgermeister von 1990 bis 2014 und Ehrenbürger der Gemeinde Rauhenebrach seit 18.01.2025